# Felicity Huffman
Felicity Huffman, född 9 december 1962 i Bedford, Westchester County, New York, är en amerikansk skådespelare. 
Mest känd är Felicity Huffman för sin roll som Lynette Scavo i TV-serien Desperate Housewives, men hon har även medverkat i flera filmer. År 2006 blev hon uppmärksammad och kritikerrosad för huvudrollen som den transsexuelle "Bree" i filmen Transamerica. I januari 2006 vann hon Golden Globe-priset för bästa kvinnliga huvudroll.

## Privatliv
Huffman är gift med skådespelaren William H. Macy och de har två döttrar.
I april 2019 erkände Huffman att hon betalt 15 000 dollar till en organisation för att få hjälp att förfalska sin dotters resultat på Scholastic assessment test (SAT), att jämföra med högskoleprovet. Förfalskningen gjordes för att underlätta för dottern att komma in på prestigefulla college i USA. Mutan var del av en härva där flera högt uppsatta personer i USA avslöjades med att ha försökt muta sig in på elitskolor. I september samma år dömdes Huffman till 14 dagars fängelse, 250 timmars samhällstjänst, skyddstillsyn i ett år och böter på 30 000 amerikanska dollar. Hon började avtjäna fängelsestraffet i federalt fängelse 15 oktober och frisläpptes 25 oktober.

## Filmografi, i urval
- 1988 – Things Change
- 1990 – Mysteriet von Bülow
- 1995 – Hackers
- 1997 – Konspirationen
- 1998 – The spanish prisoner
- 1999 – Magnolia
- 2003 – Out Of Order (TV-serie)
- 2004 – Christmas with Kranks
- 2004 – Helens små underverk
- 2004–2012 –Desperate Housewives
- 2005 – Transamerica
- 2007 – Georgia Rule
- 2008 – Phoebe in Wonderland
- 2010 – Keep Coming Back
- 2015–2017 – American Crime (TV-serie)